# Kožuv
Kožuv (makedonski: Кожув, Кожуф, grčki: Τζένα, Dzеna) je planina na jugu Sjeverne Makedonije na granici s Grčkom. Unutar Sjeverne Makedonije nalazi se 80 % planine, a u Grčkoj okolo 20 %. Planina obuhvaća površinu od 1000 km2. Udaljenost između njenih krajnih točaka je;  sjever-jug 40 km., zapad-istok 45 km.
Sa sjeverne sjevernomakedonske strane, planina je razvedena i ima blage padine, s južne grčke strane je strma i gola. Kožuh je planina vulkanskog porijekla. Osobitost planine Kožuv je bogatstvo crnogoričnog drveća. Uz planinu Nidže, na koju se nadovezuje, predstavlja prvu prirodnu barijeru, utjecaju mediteranske klime s obližnjeg Egejskog mora, na ostatak Sjeverne  Makedonije.
Najviši vrh planine je Zelenbeg, s 2171 metara. Najbliže gradsko središte je Gevgelija.

## Turizam
U planu je podizanje ski centra na lokaciji Momina čuka na visini od 1500 – 1700 m. On bi bio samo 33 km. udaljen od Gevgelije i graničnog prijelaza Bogorodica – Evzoni, s Grčkom, i europske autoceste Е75 (Skopje – Solun).

## Vanjske poveznice
- Ski centar Kozuf (na engleskom, makedonskom, grčkom)